# Micrasema dimicki
Micrasema dimicki är en nattsländeart som först beskrevs av Milne 1936.  Micrasema dimicki ingår i släktet Micrasema och familjen bäcknattsländor. Inga underarter finns listade i Catalogue of Life.